# Little
Little és una pel·lícula estatunidenca de comèdia i fantasia del 2019 coescrita i dirigida per Tina Gordon. És protagonitzada per Regina Hall, Issa Rae i Marsai Martin.

## Sinopsi
Una magnat sense pietat de la tecnologia que es diu Jordan Sanders (Regina Hall) rep l'oportunitat de reviure la vida del seu jo més jove (Marsai Martin) en un moment de la seva vida en què les pressions de l'edat adulta es tornen massa grans perquè pugui suportar una nena que va desitjar que fos petita. Rep l'ajuda de la seva assistent amb excès de treball, l'April (Issa Rae), per trobar una manera de tornar a la normalitat.